# Helena Walter
Helena Marie Walter Higgins, född Walter 7 juni 1975, är en svensk flipperspelare. Hon är dotter till Leif Walter.
Helena Walter är en av Sveriges främsta flipperspelare och har flera gånger arrangerat och deltagit i svenska mästerskapsturnéringar. Vid världsmästerskapen i flipperspel i Pittsburgh den 11–14 augusti 2005 tog hon hem förstaplaceringen i B-klassen (erfarna spelare) vilket meriterade henne till en uppflyttning till A-klassen (mästare) där hon vid 2006 års mästerskap slutade på en 37:e plats. Vid öppna europeiska mästerskapen i flipperspel den 15–17 juni 2007 i Stockholm blev hon, på 17:e plats, bästa svenska kvinna. Helena Walter vann VM i dam-flipper i Dallas 2017.
Hon är bosatt i Nynäshamn.